# Vang Pao
Vang Pao, né en 1929 à Xieng Khouang au Protectorat du Laos (Indochine française) et mort le 6 janvier 2011 en exil à Clovis près de Los Angeles, est un chef de guerre historique hmong royaliste laotien, ayant combattu aux côtés de la France durant la guerre d’Indochine (1945/1946-1954) et des États-Unis durant la guerre du Viêt Nam et la guerre civile laotienne (1959/1964-1975).

## Biographie

### Débuts
Né en 1929, Vang Pao, en hmong Vaj Pov, le nom du clan d’appartenance figurant en premier, rejoint la résistance anti-japonaise de Touby Lyfoung en 1945, il sera ensuite remarqué pour sa robustesse, son courage, son charisme ainsi que ses qualités tactiques de chef[réf. nécessaire] et sera recruté (fin 1947) formé et entraîné par l’armée française avant de devenir caporal (mars 1948), puis officier (après concours et école 1951-1952) au sein du groupement de commandos mixtes aéroportés (GCMA). Parmi ses atouts, Vang Pao parle le français et l’anglais.
Il deviendra ensuite major au sein de l’armée royale laotienne pendant l’entre-deux-guerres (1954-1959), puis, en 1964, le premier général de l'armée royale à être issu de l'ethnie Hmong.

### Guerre du Laos
Les États-Unis, actifs à travers l'US AID et la CIA dans la guerre civile laotienne, considéré comme un volet de la guerre du Viêt Nam, remarqueront très vite ses qualités et les avantages qu’il pourrait leur procurer pour recruter une armée secrète au sein de la population hmong du royaume du Laos. Contacté par l'agent James William (Bill) Lair de la CIA, en décembre 1960, le général Vang Pao dirigera ainsi les forces irrégulières Hmong en étroite collaboration avec la CIA et d'anciens membres des forces spéciales, les bérets verts. 
La guérilla est financée par le trafic d'opium, transporté à destination de Vientiane, la capitale du Laos, à bord des monomoteurs de la CIA,. 
En 2003, son recruteur, Bill Lair, le qualifiera de « plus grand des guérilleros du monde ». Sa cruauté envers son propre peuple est toutefois évoquée par les Américains qui l'ont côtoyé.

### Exil
En 1975, la fin de la guerre du Viêt Nam et le retrait américain de l’Asie du Sud-Est marque l’abandon de l’armée secrète des Hmong du Laos. Quelques milliers parviennent à fuir en Thaïlande et de là en France et aux États-Unis. Condamné à mort par contumace en 1975 par le gouvernement communiste, Vang Pao fuira aux États-Unis, où il résidera jusqu'à sa mort. Dans un premier temps les Américains conserveront son appui dans l’espoir d’inverser la situation au Laos. Dans les années 1977-1978 cette idée disparaîtra. Vang Pao aurait continué toutefois de lever des fonds pour soutenir la guérilla hmong. Le 10 décembre 1989, le Général Vang Pao annonce la création d'un "Gouvernement Révolutionnaire du Laos" en exil dont les capacités s’estomperont jusqu’à nos jours.  
En 1999, Michael Vang, neveu de Vang Pao, disparaît après avoir franchi la frontière laotienne depuis la Thaïlande avec des armes automatiques et un million de dollars en faux billets.

### Dernier complot
Le 4 juin 2007, les autorités américaines ont annoncé que Vang Pao ainsi qu'une cellule d'une dizaine de Hmong avaient été arrêtés en Californie. Ils auraient tenté notamment d'acheter des armes (fusils d'assaut AK-47 Kalachnikov, lance-missiles portables Stinger, roquettes antichars AT-4 et LAW, mines antipersonnel, grenades) dans le but de renverser le gouvernement communiste du Laos. Sur les dix personnes arrêtées, neuf risquaient la perpétuité si elles étaient reconnues coupables,.
Vang Pao lui-même était accusé de « comploter dans le but de renverser par la violence le gouvernement laotien », mais cette inculpation fut abandonnée par la justice fédérale en 2009. Les charges concernant la douzaine d'autres inculpés sont finalement levées le 10 janvier 2011.

### Mort
Il meurt le 6 janvier 2011 à Clovis, près de Los Angeles à l'âge de 81 ans d'une pneumonie, les États-Unis saluant sa contribution « à la cause de la liberté » tandis que le porte-parole du gouvernement laotien, Khentong Nuanthasing, le décrivait comme une « personne ordinaire ».

## Controverses

### Implication dans le trafic d'opium
Certains indices tendraient à prouver que Vang Pao a été impliqué dans le trafic d'opium en Asie du Sud-Est. Les avions fournis par Air America, une compagnie privée, secrètement détenue par la CIA, étaient utilisés pour les transports d'opium de celle-ci. Un tel trafic, en dépit de son caractère illégal, remplissait une utilité certaine dans le financement de l'armée hmong (armes, munitions, vivres, médicaments...).

### Détournement de fonds
Cha Vang, fils de Vang Pao et coordinateur de la Fondation Vang Pao ainsi que Lia Vang, neveu de Vang Pao et vice-président de la Fondation Vang Pao, ont été accusés et condamnés pour détournements de fonds. L'affaire ne semble pas directement concerner le général Vang Pao qui n'a pas été condamné.

### Position dans la communauté Hmong
Malgré les nombreuses polémiques à son sujet ainsi qu’une aura en déclin au sein des jeunes générations hmong, qui se sentent parfois dupées, il reste un personnage célèbre et un acteur important de l'histoire récente du peuple Hmong[réf. nécessaire].